# Lycée Edgar-Poe
Le lycée Edgar-Poe est un établissement privé français d’enseignement secondaire, situé 2 rue du Faubourg-Poissonnière à Paris dans le 10e arrondissement. Il porte le nom de l’écrivain américain Edgar Allan Poe (1809-1849).
Sa devise affichée sur le site de l’établissement est « L’intérêt pour l’élève développe l’intérêt de l’élève ».
Un deuxième site a été ouvert en 2018 au 12 rue Bossuet, également dans le 10e arrondissement. Ces sites sont respectivement desservis par les stations de métro Bonne-Nouvelle et Poissonnière .

## Histoire
Le cours Edgar-Poe a été créé en 1965 par Jean-Charles Sebaoun, qui le dirigera pendant plus de 30 ans.
L'établissement a obtenu son contrat d’association avec l’État le 26 février 1980 et est devenu le lycée Edgar-Poe.
En septembre 1997, Christian et Évelyne Clinet, enseignants de Mathématiques et de Physique-chimie à Edgar Poe depuis plus de 20 ans, reprennent la direction de l'établissement à la suite du départ à la retraite de Jean-Charles Sebaoun.
À la rentrée 2018, après la cession du capital de la société à des investisseurs extérieurs dont l'homme d'affaires et milliardaire Alain Rauscher, Mara Cornet, enseignante d’italien et d’histoire des arts, prend la direction du lycée, secondée par Christophe Delfils, professeur d’anglais et directeur-adjoint. Tous deux enseignent à Edgar-Poe depuis plus de 20 ans.
À la rentrée 2023, Ludovic Mouton, enseignant d’histoire-géographie, rejoint l’équipe de direction, en tant que directeur adjoint, au côté de Mara Cornet.
À la rentrée 2024, Ludovic Mouton prend le poste de directeur, Mara Cornet celui de directrice adjointe.

## Structure pédagogique
La pédagogie de cet établissement a comme particularité « la notion d'accompagnement », indique Christian Clinet, alors enseignant de mathématiques et proviseur-adjoint, dans un entretien publié le 2 juillet 2010 sur le site officiel du ministère de l’Éducation nationale.

## Classement du Lycée
En 2015, le lycée se classe 2e sur 109 au niveau départemental pour sa qualité d'enseignement, et 25e au niveau national.
Le classement s'établit sur trois critères :
- le taux de réussite au bac ;
- la proportion d'élèves de première qui obtient le baccalauréat en ayant fait les deux dernières années de leur scolarité dans l'établissement ;
- la valeur ajoutée (calculée à partir de l'origine sociale des élèves, de leur âge et de leurs résultats au diplôme national du brevet)[7].

Le lycée serait l’un des établissements les plus chers de l’académie de Paris et de la région Île-de-France,.